# Håltimma
Håltimma är en svensk kortfilm från 1965 i regi av Jan Halldoff. Filmen var Halldoffs andra kortfilm.

## Handling
En flicka går in i en fotografateljé. Fotografen vill först att hon ska gå, men börjar sedan intressera sig för hennes ansikte och vill att hon ska posera framför kameran. Detta gör hon och det hela leder vidare till en intim scen. Efteråt klär flickan på sig och lämnar lokalen. Fotografen säger inte hej då.

### Fotnoter
1. ↑  ”Håltimma”. Svensk Filmdatabas. http://www.sfi.se/sv/svensk-filmdatabas/Item/?type=MOVIE&itemid=19615&ref=%2ftemplates%2fSwedishFilmSearchResult.aspx%3fid%3d1225%26epslanguage%3dsv%26searchword%3dh%C3%A5ltimma%26type%3dMovieTitle%26match%3dBegin%26page%3d1%26prom%3dFalse. Läst 29 juni 2012.
2. ↑  ”Nilsson”. Svensk mediedatabas. http://smdb.kb.se/catalog/search?q=h%C3%A5ltimme+halldoff&x=0&y=0. Läst 29 juni 2012.